# Пеннинг, Майк
Сэр Майкл Алан Пеннинг (Майк Пеннинг) (Mike Penning) (род. 28 сентября 1957 года) — британский политический деятель. Представлял Консервативную партию в парламенте Великобритании, избираясь от округа Хемел-Хемпстед с 2005 по 2024 год.

## Биография
Родился в Финчли, на севере Лондона. Вырос в графстве Эссекс, учился в школе Эпплтона и Школе Короля Эдмунда в Рочфорде. Окончил военный факультет Университета Рединга.
Служил в Гренадёрской гвардии, в том числе в Северной Ирландии, Кении и Германии.
После увольнения из армии сначала работал в пожарно-спасательной службе графства Эссекс, затем — в семейном бизнесе и журналистике (репортёр и политический обозреватель Daily Express).
В середине 1990-х годов занялся политикой как сторонник консервативной партии. Директор избирательной кампании Тедди Тейлора на общих выборах 1997 года.
В 2005 году избран в парламент по округу Хемел-Хемпстед (потом был переизбран в 2010 году). С июля 2007 года министр здравоохранения в теневом правительстве Дэвида Кэмерона.
С 17 мая 2010 года начальник департамента в министерстве транспорта. С 4 сентября 2012 года министр по делам Северной Ирландии. С 7 октября 2013 года министр по делам инвалидов. С 15 июля 2014 года министр полиции и охраны общественного правопорядка.
Переизбран в парламент в 2015 году и был назначен министром вооружённых сил.
В 2017 году снова выиграл выборы в своём избирательном округе, но покинул министерский пост. На выборах 2024 года не стал выставлять свою кандидатуру.